# Deutsche Gesellschaft für Biologische Psychiatrie
Die Deutsche Gesellschaft für Biologische Psychiatrie (DGBP) ist eine wissenschaftliche Fachgesellschaft, die sich mit den Belangen der Psychiatrie unter biologischen Gesichtspunkten beschäftigt. Die Fachgesellschaft wurde im Jahr 1978 in Marburg gegründet und ist seit 1981 Mitgliedsgesellschaft der Arbeitsgemeinschaft der Wissenschaftlichen Medizinischen Fachgesellschaften.

## Ziele, Aktivitäten
Die DGBP hat es sich als Aufgabe gesetzt, die wissenschaftliche Forschung in der Psychiatrie insbesondere unter biologischen Aspekten zu fördern sowie Erkenntnisse und Ergebnisse in diesem Fachgebiet zu vermitteln und zu verbreiten. Dafür veranstaltet die DGBP Symposien und Workshops, die zum Teil als Online-Format angeboten werden und sich an Wissenschaftler wenden. Zudem organisiert die Fachgesellschaft seit 2019 gemeinsam mit der Arbeitsgemeinschaft für Neuropsychopharmakologie und Pharmakopsychiatrie einen jährlichen Fachkongress. Im Rahmen dieses Kongresses verleiht die DGBP ihren mit 5.000 Euro dotierten Nachwuchspreis, der junge Ärzte und Wissenschaftler im Alter von maximal 38 Jahren in ihrer wissenschaftlichen Arbeit und Forschung im Themengebiet der biologischen Psychiatrie unterstützt.

## Leitlinien zur Behandlung
Im Jahr 1981 trat die DGBP der Arbeitsgemeinschaft der Wissenschaftlichen Medizinischen Fachgesellschaften (AWMF) bei, die die Erstellung und Publikation wissenschaftlicher medizinischer Leitlinien koordiniert. Seither war die DGBP an der Erstellung von sechs AWMF-Leitlinien beteiligt.
Sie Leitlinien der Gesellschaft werden im Rahmen des AWMF-Leitlinienprogramms veröffentlicht werden.

## Publikationen
Offizielles Organ der DGBP ist die Fachzeitschrift European Archives of Psychiatry and Clinical Neuroscience. Die Zeitschrift erscheint vierzehntäglich in hybrider Form im Springer Medizin Verlag.